# پلاوئن
پلاوئن (به آلمانی: Plauen) شهری در ایالت زاکسن در کشور آلمان است.